# Ligustrum japonicum
Ligustrum japonicum är en syrenväxtart som beskrevs av Carl Peter Thunberg. Ligustrum japonicum ingår i släktet ligustrar, och familjen syrenväxter. Inga underarter finns listade i Catalogue of Life.

## Bildgalleri

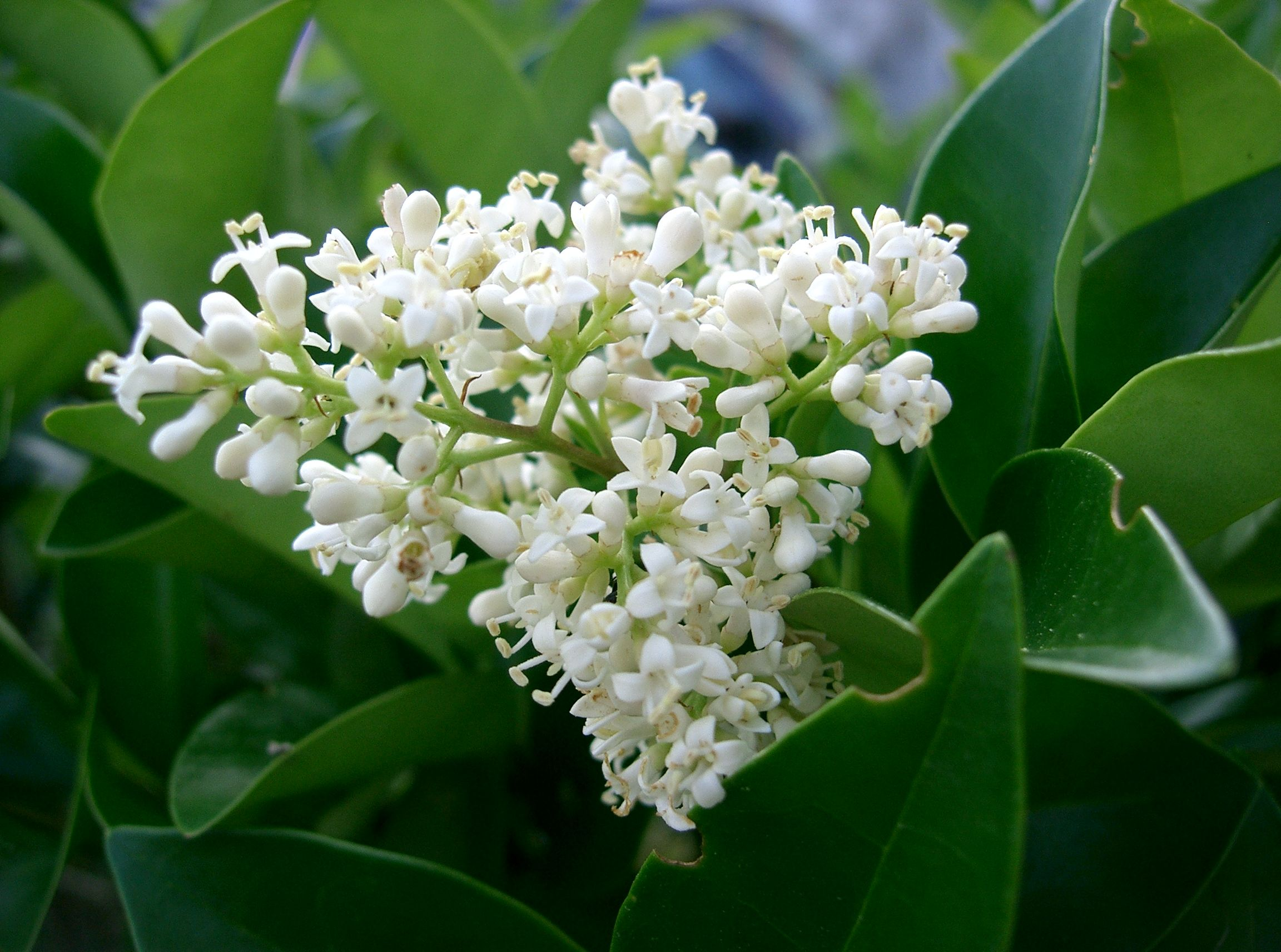
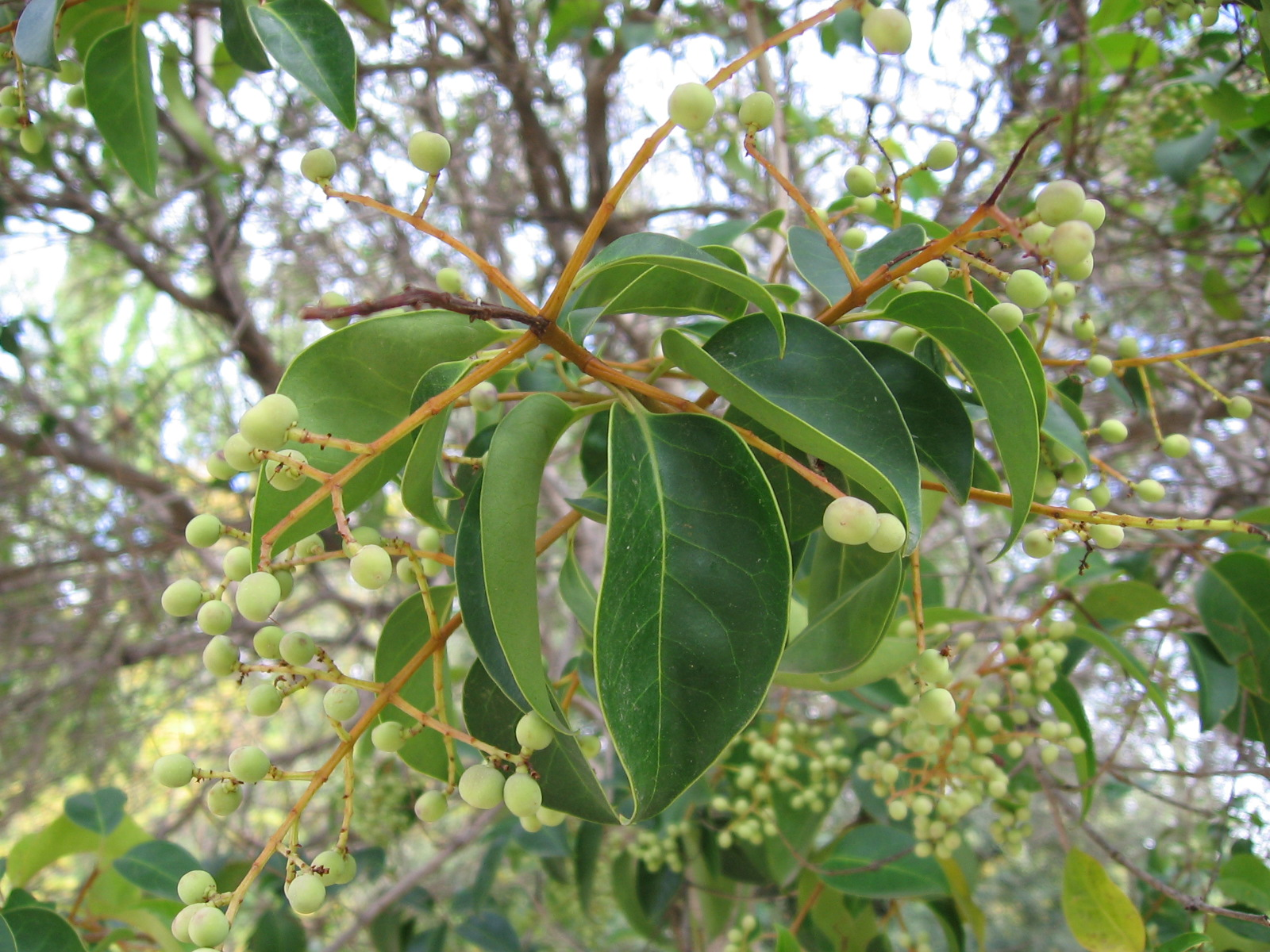